# 坎波福爾米奧條約

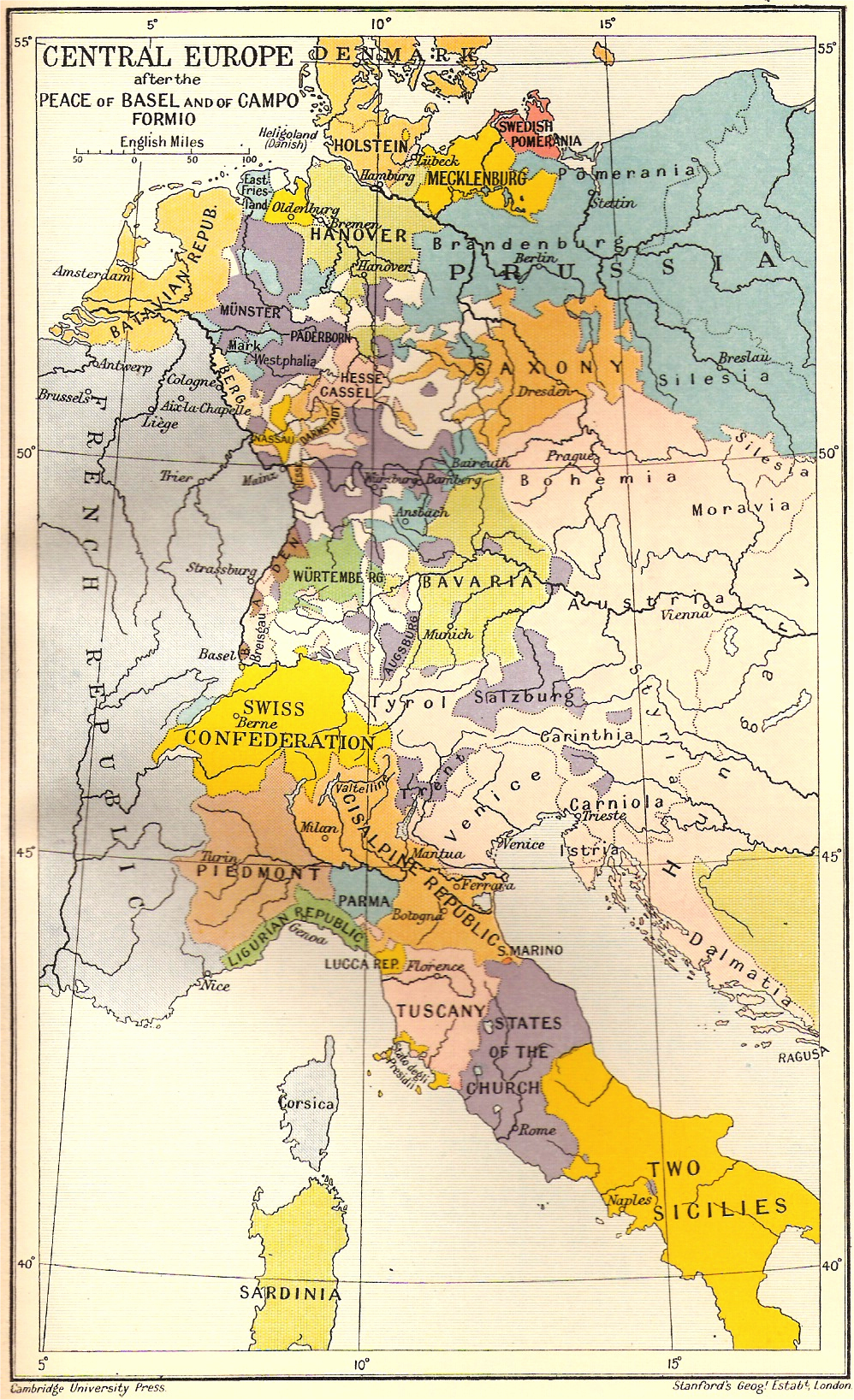
在坎波福爾米奧條約劃分後的中歐版圖。

坎波福爾米奧條約（Treaty of Campo Formio）或坎波福爾米奧之和是第一次反法同盟戰爭中，由法國與奧地利簽訂的和約。條約於1797年10月17日在坎波福尔米多（今意大利）簽訂，由法國代表拿破崙·波拿巴與奧地利代表路德維希·馮·科本茨爾伯爵所簽訂。條約標誌著第一次反法同盟的崩潰、拿破崙於意大利戰場的最終勝利和第一波的法國大革命戰爭終結。
條約決定奧地利須向法國割让奧屬尼德蘭（即比利時），而威尼斯及其領土則被瓜分：威尼斯（連同威尼西亞）、伊斯特拉半島和達爾馬提亞歸屬奧皇，法國則獲得地中海數個島嶼，包括科孚島及其他威尼斯共和國在亞德里亞海的島嶼，此外，奧地利承認利古里亞共和國及奇薩爾皮尼共和國獨立。 
條約同時亦包含了一些秘密條款，決定了數個地區的邊界、使利古里亞共和國獨立、同意法國邊界延伸至萊茵河、奈特河及盧爾河。法國於萊茵河、馬士河及摩澤爾河有自由航行權。法蘭西共和國邊界延伸至德意志及意大利的自然邊界內。條約亦使被奧地利一方逮捕的拉法葉侯爵得以釋放。
條約於五個月談判後達成並簽署。條約內容其實基本上已於早前的洛本密約中決定，但談判雙方各自因為不同原因而延長了談判時間。在談判期間，法國於9月重擊君主主義者，並引發君主派的逮捕及逃亡潮。
拿破崙的傳記作者，Felix Markham，寫道"瓜分威尼斯於和約中既是個道德污點，更讓奧地利得以插足意大利，而此舉只會引致更多戰爭。"（"the partition of Venice was not only a moral blot on the peace settlement but left Austria a foothold in Italy, which could only lead to further war."）。實際上，儘管坎波福爾米奧條約重塑了歐洲各國的版圖，並且代表著拿破崙的崛起，但其實條約僅是一次戰爭間的短暫喘息。

## 外部連結
- The Columbia Encyclopedia (2001) - Treaty of Campo Formio
- Treaty of Campo Formio（页面存档备份，存于） (extracts in English)
- Background to the Treaty（页面存档备份，存于）
- Istria Military - The Town of Rijeka and the Contingencies of Napoleonic Warfare in the Years 1796-1797（页面存档备份，存于）